# Hans von Krohn
Hans Karl Emil von Krohn (* 17. Juli 1871 in Wilhelmshaven; † 1938 in Breslau) war ein deutscher Marineoffizier, zuletzt Korvettenkapitän  der Kaiserlichen Marine.

## Leben

### Herkunft und Familie
Von Krohn war Sohn des Lotsenkommandeurs Julius von Krohn (* 1828; gestorben 1904) und dessen Ehefrau Louise, geb. Messing (* 1834; gestorben 1921). Sein Großvater väterlicherseits war der holsteinische Generalmajor und Kriegsminister August von Krohn, welcher den dänischen Offizierspatentadel erhielt. Sein Sohn Julius, also der Vater von Hans wurde 1891 in den preußischen Adel erhoben. Seine Onkels waren der preußische Generalmajor Alfred von Krohn, der Kieler Polizeipräsident und spätere Bürgermeister von Bielefeld Friedrich Clairant von Krohn und der Lüneburger Salinendirektor Ludwig von Krohn. Er hatte zwei Schwestern.
Von Krohn heiratete mehrmals, so Elisabeth, geb. Richter und Ellen Alexandra, geb. Weinstein, spätere Ehefrau des Premierminister von Griechenland Ioannis Theotokis und Tochter von Martin Weinstein. Er hatte insgesamt drei Kinder, nämlich die Söhne Willy Hans von Krohn und Julius von Krohn, sowie die Tochter Margarita, welche unter anderem mit dem Filmschauspieler John Witty verheiratet war. Seine zwei Söhne machten sich im Motorsport einen Namen.

### Karriere
Von Krohn trat am 14. April 1890 in als Seekadett in die Kaiserliche Marine ein. Mit Patent vom 23. Oktober 1893 wurde er zum Unterleutnant zur See ernannt. Seine Beförderung zum Leutnant zur See erfolgte am 12. Oktober 1896. Nach Ausbruch des Boxeraufstandes in China beteiligte sich Oberleutnant zur See von Krohn (vorherig als Offizier auf der Gefion) an der multinationalen Seymour-Expedition unter dem britischen Admiral Edward Seymour im Jahre 1900. Während der Rückzugskämpfe am 22. Juni 1900 wurde er dabei mit zahlreichen Angehörigen der Kaiserlichen Marine verwundet, sechs weitere Expeditionsteilnehmer starben dabei. Zum 10. Juni 1902 wurde er zum Kapitänleutnant befördert. Er wurde am 30. März 1908 zum Korvettenkapitän befördert und diente als Erster Offizier auf der Württemberg unter Kapitän zur See Johannes Nickel. Bis 1912 wurde er dann zur Disposition gestellt.
Nach Ausbruch des Ersten Weltkrieges wirkte von Krohn als militärischer Berichterstatter im Königreich Spanien. In enger Zusammenarbeit mit dem vor Ort tätigen Militärattaché Arnold Kalle (1873–1952) baute er das Büro für den, vom Reichsmarineamt vor Ort gewünschten Marineattaché auf. Als die notwendigen Vorarbeiten und bereits umfangreiches Informationsmaterial zu den Marinefragen aus dem iberischen Raum beschafft waren, wurde er Anfang 1915 mit der Wahrnehmung der Geschäfte des Marineattachés des deutschen Kaiserreich in Spanien betraut. Nach dem Kriegseintritt Portugals, wurde von Krohn dann ab dem 23. September 1916 offiziell als Marineattaché über den diplomatischen Weg angemeldet. Im Gegensatz zu den anderen militärischen Attachés war er von einer Unterordnung unter des Auswärtige Amt befreit. Damit war sein nachrichtendienstliches Wirken vor allem auch seine Berichterstattung an den Marinenachrichtendienst sanktioniert worden. In seinen Tätigwerden als Verbindungsoffizier zum Nachrichtendienst kam ihm die deutschfreundliche Stimmung in Spanien zugute und er galt neben Major Arnold Kalle als einer der höchstrangigen Spione im Lande. Einer seiner dortigen Akteure war der spätere Admiral Wilhelm Canaris. Von Krohn führte ein sehr gutes Verhältnis mit der spanischen High Society. Während seiner Zeit als Marineattaché war er in ein nachrichtendienstliches Gegenspiel des französischen Geheimdienstes und deren Spionin Marthe Richard geraten. Er hatte sich auf eine Liebschaft mit ihr eingelassen und geriet nun auch von offizieller Seite der spanischen Regierung unter Druck. Auf Grund der bestehenden Beweislage musste das Reichsmarineamt von Krohn Ende 1917 von seinem Posten abberufen. Nachfolger als Marineattaché am 8. Januar 1918 wurde der Oberleutnant zur See Werner Steffan, der im Dezember 1918 mit dem gesamten deutschen Botschaftspersonal aus Spanien ausgewiesen wurde.
Auch betätigte er sich noch im Bereich der Filmpropaganda. So erhielt er vom Admiralstab der Marine zahlreiche Filme mit der Anweisung, sie zuerst dem spanischen König zu zeigen und dann die beiden deutschen Nachrichtendienste in Madrid und Barcelona mit weiteren Vorführungen zu betrauen. Bis Kriegsende diente er dann als Kommandeur der Rekruten-Abteilung in Sonderburg.